# Jiang Yonghua
Jiang Yonghua (en chino: 江永华; Jixi, 7 de septiembre de 1973) es una deportista china que compite en ciclismo en la modalidad de pista, especialista en la prueba de contrarreloj.
Participó en los Juegos Olímpicos de Atenas 2004, obteniendo una medalla de plata en la prueba de 500 m contrarreloj.
Ganó una medalla de plata en el Campeonato Mundial de Ciclismo en Pista de 2004, en la prueba de 500 m contrarreloj.

## Medallero internacional
| Juegos Olímpicos   | Juegos Olímpicos      | Juegos Olímpicos | Juegos Olímpicos   |
| Año                | Lugar                 | Medalla          | Competición        |
| ------------------ | --------------------- | ---------------- | ------------------ |
| 2004               | Atenas (Grecia)       | Medalla de plata | 500 m contrarreloj |
| Campeonato Mundial |                       |                  |                    |
| Año                | Lugar                 | Medalla          | Competición        |
| 2004               | Melbourne (Australia) | Medalla de plata | 500 m contrarreloj |